# Inspektor Bloch
Inspektor Sherlock Holmes Bloch je izmišljeni lik iz talijanskog stripa Dylan Dog. On je viši policijski inspektor u Scotland Yardu koji je na tu funkciju unaprijeđen nakon višegodišnje uspješne policijske karijere. Šef je tzv. istočnom odjelu. Njegov fizički izgled je inspiriran engleskim glumcem Robertom Morleyem a naziv je dobio po autoru horor i sf literature Robertu Blochu. Riječ je o muškarcu 60-ak godina te mu je ime, za razliku od prezimena još uvijek nepoznato. Na pragu je mirovine, i najveći mu je strah da je ne izgubi.
Kao osoba Bloch je ponekad emotivno hladan, potpuno je posvećen poslu, te inteligentan i stabilan. Često za sebe zna reći: Nisam izgubio mir od 41., Nisam se žalio od 48., Nisam se nasmijao od 45., Ne sramim se od 56., što svjedoči o njegovom dugom stažu u policiji i pomalo otkriva ponešto o njemu. Blochov najbliži podređeni je policajac Abel Cedric Jenkins čija niska razina inteligencije Blocha redovito dovodi do ludila zbog čega ga Bloch redovito šalje da regulira promet.
U epizodi Broj 200 otkriva se da je Bloch imao sina Virgila, kojeg je nakon suprugine smrti nenamjerno zapostavljao, te se ovaj okrenuo drogama te pokušao ubiti Dylana Doga i bio ustrijeljen u sukobu s policijom.
Bloch igra značajnu ulogu u profesionalnom životu Dylana Doga. Često razmjenjuju informacije za vrijeme rada na slučajevima a Dylan se često poziva na Blocha kada ima problema s policijom, završi u pritvoru, ili bude osumnjičen za umorstvo.
2014. scenaristi su Blocha poslali u mirovinu, ali on nije u potpunosti maknut iz serijala. Bloch je preselio u gradić Wickedford blizu Londona te i dalje povremeno pomaže Dylanu. Scenaristi planiraju jednom godišnje izdavati po jedan Almanah broj, kao spin-off glavnog serijala, u kojem bi bile opisane Blochove dogodovštine. Blochovo mjesto u Scotland Yardu je preuzeo novi lik, Inspektor Carpenter.